# Кислород (фильм, 2009)
«Кислород» — российский фильм театрального режиссёра Ивана Вырыпаева, экранизация его одноимённой пьесы. Премьера картины в России состоялась 30 июля 2009 года. 14 января 2011 года фильм был показан в эфире Первого канала в программе Александра Гордона «Закрытый показ».
Фильм основан на одноимённой пьесе Ивана Вырыпаева, поставленной в театре. Фильм разбит на десять эпизодов, каждая из которых обозначает определённую из десяти библейских заповедей. Каждый эпизод выстроен по одной схеме: цитирование библейской заповеди в начале, мысли об этой заповеди в середине, и вывод о том, что в жизни можно делать всё наоборот

## Сюжет
Парень Саня из Серпухова полюбил девушку Сашу из Москвы. Их встреча случилась на Чистых прудах возле памятника Грибоедову. Он гулял по бульвару, рассматривал окружающих, когда увидел её — красивую рыжеволосую девушку, которая стала для героя Алексея Филимонова «чистым кислородом». Саня влюбился с первого взгляда.
Потом Саня убил лопатой свою жену, потому что в ней не было кислорода, и поселил у себя Сашу, сбежавшую от ревнивого мужа.

## В ролях
| Актёр             | Роль    |
| ----------------- | ------- |
| Каролина Грушка   | Саша    |
| Алексей Филимонов | Саня    |
| Варвара Воецкова  | Ви-джей |